# Shapeshifters
Gli Shapeshifters sono un duo britannico di musica house composto da Simon Marlin and Max Reich.
Sono principalmente conosciuti per il singolo Lola's Theme, al numero 1 della classifica discografica britannica nel luglio 2004.
Negli Stati Uniti il duo è noto come Shape:UK per via dell'omonimia con i Shape Shifters, collettivo hip hop losangelino.

## Discografia

### Album
- 2004 Shapeshifters present House Grooves (Virgin)
- 2005 Shapeshifters present House Grooves Vol. 2 (Newstate)
- 2006 Sound Advice — #76 GB (Positiva)
- 2008 The Shapeshifters - In the House (Defected)
- 2009 Nocturnal Grooves : Vol.1 - Mixed by The Shapeshifters (Nocturnal Groove)
- 2010 Nocturnal Grooves : Vol.2 - Mixed by The Shapeshifters (Nocturnal Groove)

### Singoli
- 2004 Lola's Theme - #1 GB, #1 US DANCE RADIO AIRPLAY, #13 OLA, #35 AUS
- 2005 Back To Basics - #10 GB, #1 US DANCE CLUB PLAY, #17 OLA
- 2006 Incredible - #12 GB, #19 OLA
- 2006 Sensitivity (feat. Chic) - #40 GB, #21 OLA
- 2007 Pusher
- 2007 New Day
- 2008 Chime
- 2008 Treadstone
- 2008 Lola's Theme (08 Re-Edit) - #1 Beatport
- 2009 The Young Dubs EP
- 2009 The Ones You Love (Frankie Knuckles & The Shapeshifters)
- 2010 She Freaks
- 2010 Helter Skelter
- 2011 Nothing But Love For You
- 2020 Second Chance (feat. Kimberly Davis)

### Remix
- 2003 Mr Mike - Do It Again
- 2004 Danny Howells And Dick Trevor Feat. Erire - Dusk Till Dawn
- 2005 We Deliver feat. Erire - Breathe Again
- 2005 George Michael - Flawless
- 2005 Candi Staton - You Got the Love
- 2006 G-Club feat. Haze - Faith
- 2006 Frankie Knuckles - I've Had Enough
- 2007 Christina Aguilera - Ain't No Other Man
- 2007 Leona Lewis - Bleeding Love
- 2008 We Deliver feat. Erire - Supernatural
- 2008 Todd Terry All Stars - Get Down
- 2008 Moby - I'm in Love
- 2009 Kleerup feat. Titiyo - Longing for Lullabies
- 2009 Empire Of The Sun - We Are the People
- 2009 Candi Staton - Musical Freedom